# Communauté de communes des bassins Seudre-et-Arnoult
La communauté de communes des bassins Seudre-et-Arnoult est une ancienne communauté de communes française, située dans le département de la Charente-Maritime et la région Poitou-Charentes.

## Composition
Avant sa dissolution, elle était composée des communes suivantes, toutes situées dans le canton de Saujon : 
1. Balanzac
2. La Clisse
3. Corme-Écluse
4. Corme-Royal
5. Luchat
6. Nancras
7. Pisany
8. Sablonceaux
9. Saint-Romain-de-Benet
10. Thézac

Après la dissolution, ces dix communes adhèrent à d'autres intercommunalités, à savoir : 
- La Clisse, Corme-Royal, Luchat et Pisany à la communauté d'agglomération de Saintes ;

- Corme-Écluse, Sablonceaux et Saint-Romain-de-Benet à la communauté d'agglomération Royan Atlantique ;

- Balanzac et Nancras à la communauté de communes Charente-Arnoult-Cœur de Saintonge, renommée communauté de communes Cœur de Saintonge en 2019 ;

- Thézac à la communauté de communes du canton de Gémozac et de la Saintonge Viticole.

## Compétences
- Aménagement de l'espace
  - Aménagement rural (à titre facultatif)
  - Création et réalisation de zone d'aménagement concerté (ZAC) (à titre obligatoire)
  - Schéma de cohérence territoriale (SCOT) (à titre obligatoire)
  - Schéma de secteur (à titre obligatoire)
- Autres - Gestion d'un centre de secours (à titre facultatif)
- Développement et aménagement économique
  - Action de développement économique (Soutien des activités industrielles, commerciales ou de l'emploi, soutien des activités agricoles et forestières...) (à titre obligatoire)
  - Création, aménagement, entretien et gestion de zone d'activités industrielle, commerciale, tertiaire, artisanale ou touristique (à titre obligatoire)
  - Tourisme (à titre obligatoire)
- Développement et aménagement social et culturel - Construction ou aménagement, entretien, gestion d'équipements ou d'établissements culturels, socioculturels, socioéducatifs, sportifs (à titre optionnel)
- Environnement
  - Assainissement collectif (à titre facultatif)
  - Collecte et traitement des déchets des ménages et déchets assimilés (à titre optionnel)
  - Protection et mise en valeur de l'environnement (à titre optionnel)
- Logement et habitat
  - Opération programmée d'amélioration de l'habitat (OPAH) (à titre facultatif)
  - Politique du logement social (à titre optionnel)
  - Programme local de l'habitat (à titre facultatif
- Sanitaires et social - Action sociale (à titre facultatif)
- Voirie -  Création, aménagement, entretien de la voirie (à titre optionnel)

## Historique
- 1er janvier 2013 : dissolution[1] de la communauté de communes.
- 27 décembre 2002 : modification de la communauté de communes
- 28 décembre 2001 : retrait des communes de Saujon et de Médis
- 29 décembre 1995 : création de la communauté de communes
- 8 décembre 1995 : délimitation du périmètre de la communauté de communes

## Fiscalité
- Régime fiscal (au 01/01/2006) : taxe professionnelle unique (TPU)

## Quelques données géographiques
- Superficie : 144,21 km2, soit 2,10 % du département de la Charente-Maritime

- Population en 2006 : 7 738 habitants (soit 1,29 % de la population de la Charente-Maritime).

- Densité de population en 2006 : 54 hab/km2 (Charente-Maritime : 87 hab/km2).

- Évolution annuelle de la population (entre 1999 et 2006): + 2,45 % (+ 1,07 % pour le département)
- Évolution annuelle de la population (entre 1990 et 1999): + 0,82 % (+ 0,61 % pour le département)

- Pas de commune de plus de 2 000 habitants.
- Pas de ville de plus de 15 000 habitants.

Cette structure intercommunale fait partie des sept communautés de communes de Charente-Maritime à ne pas avoir de commune de plus de 2 000 habitants, les six autres étant la communauté de communes du canton d'Aulnay-de-Saintonge, la communauté de communes Vignobles et Vals boisés du Pays Buriaud,  la communauté de communes Cœur de Saintonge,  la communauté de communes du canton de Saint-Hilaire-de-Villefranche,  la communauté de communes du canton de Loulay  et la communauté de communes du Val de Trézence, de la Boutonne à la Devise.

## Sources
- Le splaf - (Site sur la Population et les Limites Administratives de la France)
- La base aspic de la Charente-Maritime - (Accès des Services Publics aux Informations sur les Collectivités)
- Photographie Corme-Écluse :  Samuel Honoré.